# Гребля Ваді-Дайка
Гребля Ваді-Дайка (Wadi Dayqah) — гідротехнічна споруда на півночі Оману. Станом на середину 2020-х найбільша гребля країни.
Оман вирізняється пустельним кліматом та відсутністю постійних водотоків, проте починаючи з 1980-х років у цій країні спорудили десятки гребель. Їх основною функцією первісно було забезпечення максимального всотування води епізодичних дощів у алювіальні породи русла (для живлення підземних водоносних горизонтів), проте починаючи з другої половини 2000-х почали з'являтись і споруди іншого призначення. Зокрема, в 2009-му за сім десятків кілометрів на південний схід від Маската у Ваді-Дайка ввели в дію першу (та станом на середину 2020-х єдину) оманську греблю з постійним водосховищем, що призначена для забезпечення водопостачання.
Ваді-Дайка перекрили греблею висотою 75 метрів, завдовжки 410 метрів та шириною від 5 (по гребеню) до 55 (по основі) метрів. Споруда виконана із ущільненого котком бетону, якого знадобилось 590 тисяч тонн.
Крім того, для закриття сідловини звели земляну/кам'яно-накидну дамбу висотою 49 метрів, завдовжки 360 метрів та шириною від 10 (по гребеню) до 183 (по основі) метрів, яка потребувала 947 тис. м3 матеріалу.
Гребля утримує водосховище об'ємом 100 млн м3, що перевищує середньорічний стік Ваді-Дайка у 60 млн м3. За проєктом сховище повинне щорічно забезпечувати подачу споживачам 35 млн м3 води, з яких 10 млн м3 призначені для сільськогосподарської діяльності, а 25 млн м3 для побутових споживачів (з них 21 млн м3 для Маскату). Середньорічне випаровування повинне зменшувати рівень сховища лише на 2,5 метра.
Споруда розрахована на повінь з витратами до 18,4 тис. м3/с.